# John Stott Howorth
John Stott Howorth (Londres, 14 de maio de 1829 — Lisboa, 11 de dezembro de 1893), primeiro e único Barão de Howorth de Sacavém, foi um comerciante e industrial britânico, entretanto naturalizado português, pouco antes de falecer.

## Biografia
Chegou a Portugal com catorze anos, em 1843, e não obstante a pouca idade começou logo a trabalhar como caixeiro numa companhia inglesa, a Ashworth & Cia., à data uma das principais casas exportadoras de têxteis britânicos.
Alguns anos volvidos, associou-se aos negócios de seu irmão William John Howorth (que também se fixara em Portugal, onde veio a constituir família, sendo pai do jornalista e escritor Júlio Howorth), para mais tarde vir enfim a trabalhar por conta própria, logrando assim alcançar grande fortuna.
Casou entretanto com uma inglesa, Alice Rawstron, de quem teve uma filha morta à nascença (1859); manteve mais tarde uma ligação ilegítima com uma senhora portuguesa (Maria Margarida Pinto Basto, trinta e sete anos mais nova, a qual, não obstante não ser casada com ele, usou o título baronesa de Sacavém), enlace do qual resultaram três filhos.
Foi o responsável pelo planeamento da linha de caminho de ferro até Sintra (projecto para o qual obteve, inclusivamente, a concessão do governo), mas não pôde, mau grado os seus vários esforços, concluir o empreendimento, tendo não obstante iniciado a execução de alguns dos troços da obra.
Viria ainda a estabelecer, entre outras, a Fábrica de Moagem do Terreiro do Trigo e a Fábrica de Fiação de Xabregas, em Lisboa, e ainda a Companhia do Gás do Porto.

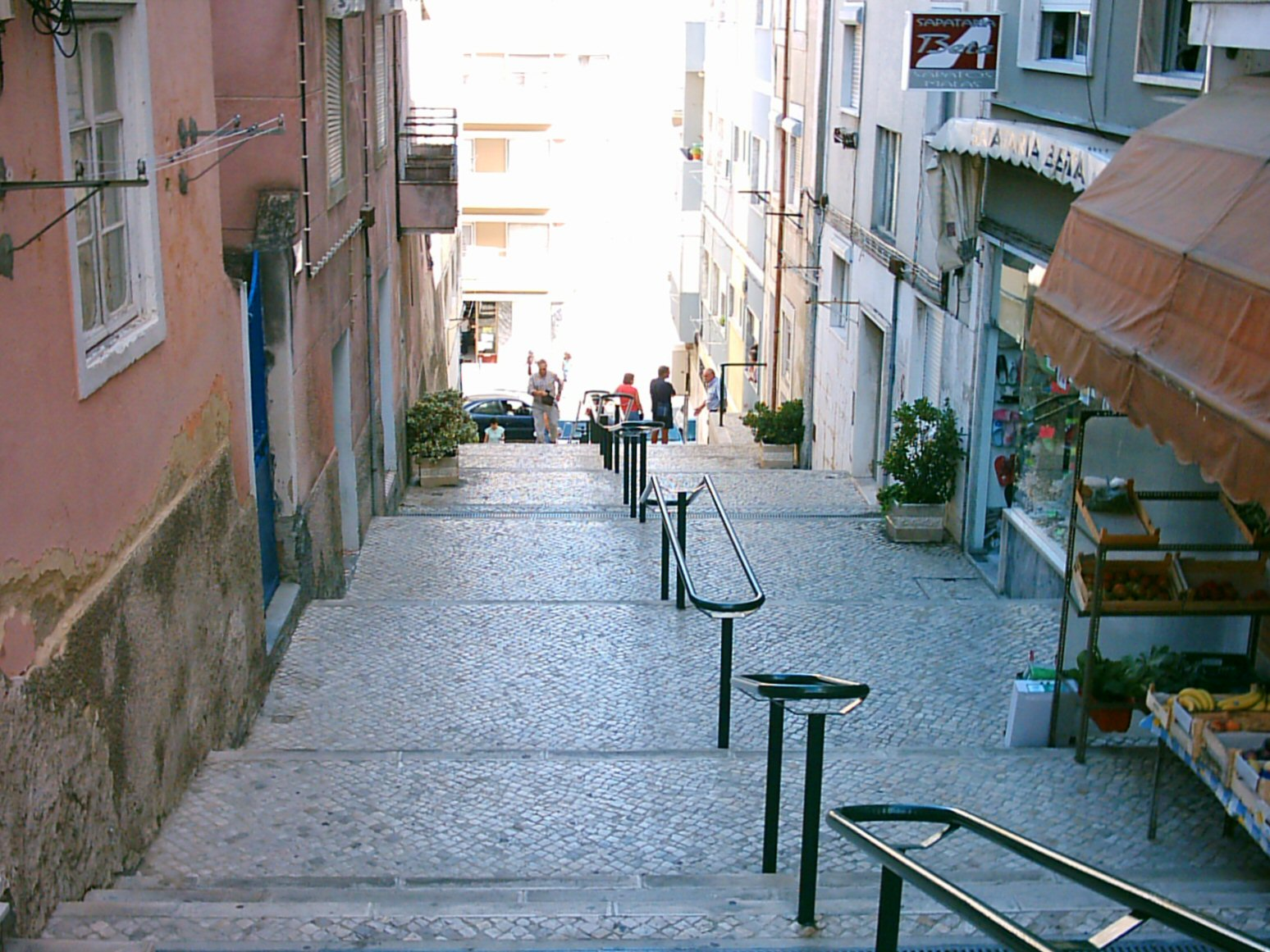
Escadinhas do Barão de Sacavém, assim chamadas em honra de John Stott Howorth, primeiro e único Barão de Howorth de Sacavém.

Em 1860 iniciava, enfim, aquele que viria a ser o seu maior empreendimento até à data – adquiriu, a meias com o irmão, a Fábrica de Loiça de Sacavém, fundada em 1856 por Manuel Joaquim Afonso, tendo-a desenvolvido grandemente (mandando vir barro inglês de diferentes espécies, bem como maquinaria), e tornando-a, em poucos anos, uma das principais indústrias do país.
Foi iniciado na Maçonaria em 1873 no Grande Oriente Lusitano Unido, fazendo parte da Loja Regeneração Irlandesa, com o nome simbólico "Byron".
Amigo pessoal d’el-rei consorte D. Fernando II de Portugal, este retribuía-lhe a honra prestando-lhe apoio às suas várias iniciativas.
O rei D. Luís I, filho do precedente, agraciou-o, pelos seus feitos, com o título de Barão de Howorth de Sacavém, por decreto de 16 de Julho de 1885, e concede à sua fábrica o privilégio de se intitular Real Fábrica de Loiça de Sacavém. Em virtude de não ter gerado legítima descendência, o título não foi renovado.
Imediatamente após o ultimato britânico, em 11 de Janeiro de 1890, Howorth naturalizou-se português, facto que lhe valeu grande simpatia entre aqueles com quem privava de perto, no quadro do ambiente de fervor patriótico e antibritânico que então se vivia.
Após a sua morte, a sua esposa, a Baronesa Howorth de Sacavém, estabeleceu uma sociedade comanditária com o antigo guarda-livros da Fábrica, James Gilman, que assegurará a administração da mesma até à morte da Baronesa, em 1909.
Sacavém viria mais tarde a homenageá-lo, concedendo a um pequeno arruamento o seu nome – as Escadinhas do Barão de Sacavém.

## Título
O título nobiliárquico de Barão de Howorth de Sacavém foi concedido, por decreto de D. Luís I de 16 de Julho de 1885, ao conhecido industrial britânico ligado à Fábrica de Loiça de Sacavém.
Trata-se de um título atribuído em uma vida, associando o nome do titulado – Howorth – ao da povoação onde se distinguiu pela sua actividade – Sacavém –, uma prática apesar de tudo não relativamente comum na Monarquia Constitucional (onde os títulos se associavam ou ao apelido do titulado, ou a uma determinada povoação), sendo também conhecido pela forma sincopada de Barão de Sacavém.
Em virtude de não ter gerado descendência legítima, após a morte de John Howorth, em 1893, o título não foi renovado.